# Норт Ист (Мериленд)
Норт Ист (енгл. North East) град је у америчкој савезној држави Мериленд.

## Демографија
По попису из 2010. године број становника је 3.572, што је 839 (30,7%) становника више него 2000. године.
| Група             | 2000.         | 2010.         |
| Белци             | 2.535 (92,8%) | 3.054 (85,5%) |
| Афроамериканци    | 87 (3,2%)     | 272 (7,6%)    |
| Азијати           | 24 (0,9%)     | 54 (1,5%)     |
| Хиспаноамериканци | 42 (1,5%)     | 118 (3,3%)    |
| Укупно            | 2.733         | 3.572         |